# Memòria USB

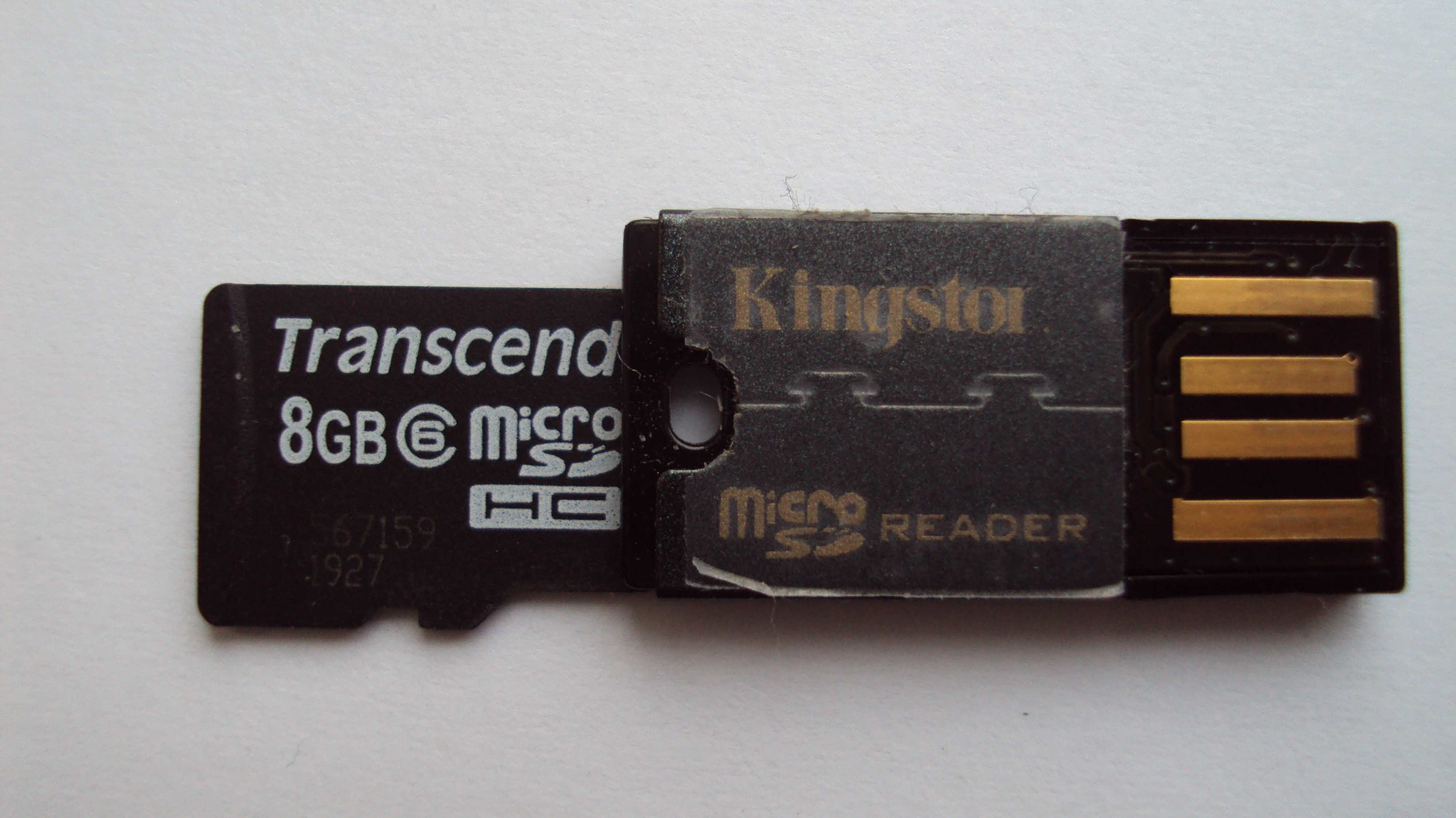
Un lector de targetes Kingston que duu inserida una targeta de memòria Micro SD de 8 Gb i que actua com una memòria USB, amb una mida aproximada de 2 cm de llarg, 1 cm d'ample i 2 mm de gruix

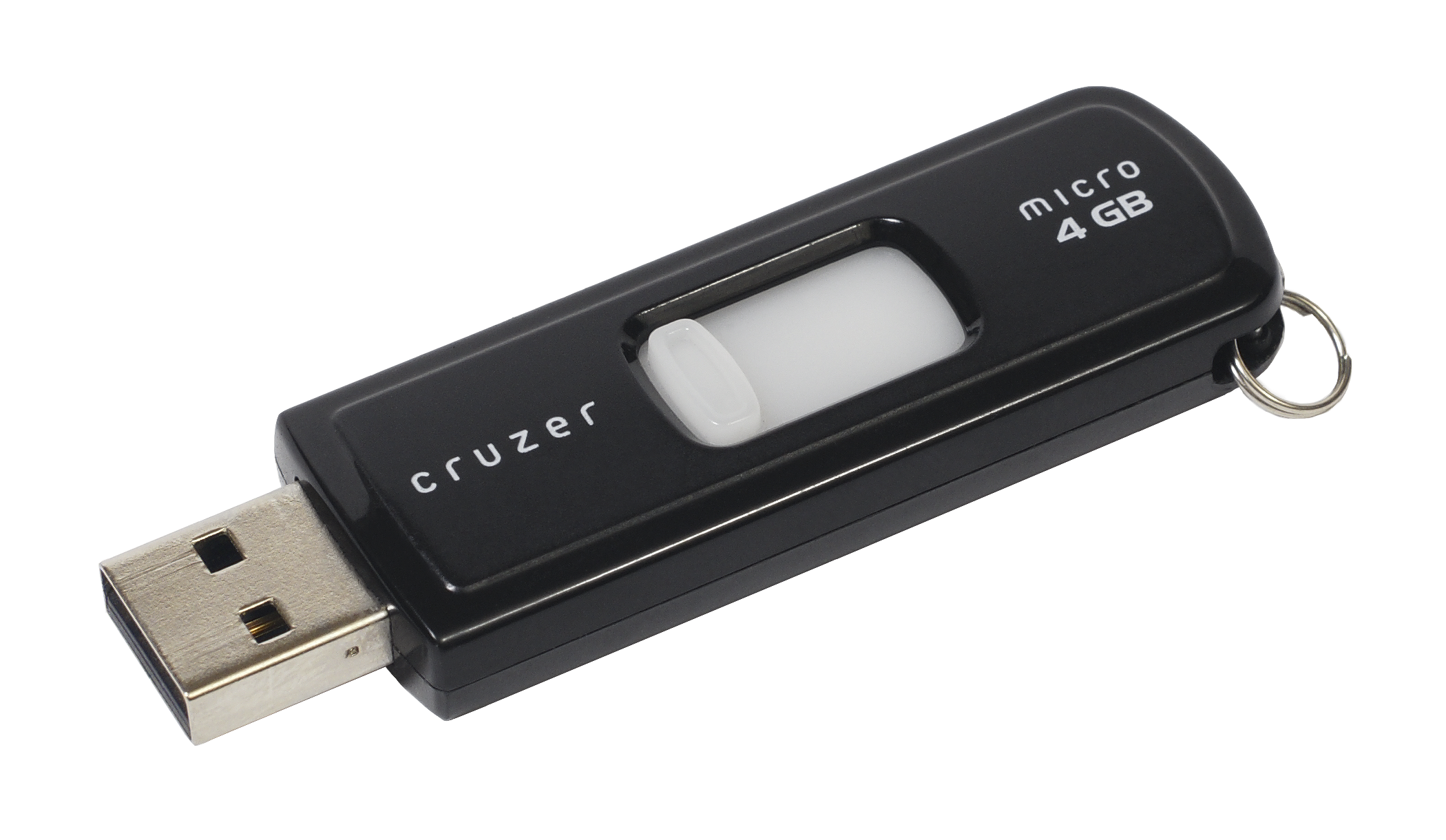
Memòria USB de SanDisk Cruzer Micro

La memòria USB (en anglès, USB flash drive, flash drive, memory stick, USB memory o pendrive) és un petit dispositiu de memòria flaix que es pot connectar directament a un port USB. Permet de desar-hi de tota mena de fitxers (imatges, fotos, música, pel·lícules, programes, etc.) i fer-los servir en un ordinador, reproductor de música, de vídeo, etc. Pot rebre diferents denominacions segons la forma del dispositiu (clau, rellotge, llapis, clauer, etc.): llapis de memòria USB, llapis de memòria, clauer de memòria, etc.
La capacitat de magatzematge dels llapis USB ha anat augmentant amb el temps, des de 32 MegaBytes dels primers models comercials fins a molts GigaBytes com tenen els d'avui dia, que poden contenir centenars de "CD o desenes de "DVD. Són dispositius molt corrents perquè no els cal cap instal·lació prèvia i són compatibles amb tots els sistemes operatius (GNU/Linux, Macintosh, Windows, etc.). Podem dir que els pendrive són com ara discs durs externs amb una capacitat ja comparable amb els de gamma baixa i s'utilitzen normalment per a guardar-hi arxius personals, programes i fins i tot sistemes operatius.
Alguns reproductors portàtils de MP3 són també del format d'un llapis USB, però amb la capacitat de reproduir els arxius de so.

## Història

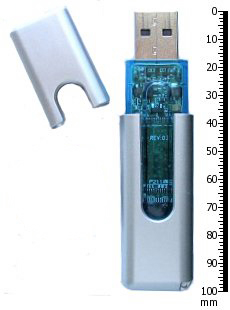
Memòria USB

Les primeres unitats flaix van ser fabricades per l'empresa israeliana M-Systems amb el nom de "Disgo" i n'hi havia de 8 MB, 16 MB, 32 MB i 64 MB. Foren promocionats com " els veritables reemplaçadors del disquet" i el fabricant n'arribà a dissenyar de 256 MB de capacitat. Els fabricants asiàtics, però, aviat començaren a fabricar-ne unitats més barates que les Disgo.
Models Anteriors al d'aquest dispositiu utilitzaven bateries, en comptes de l'alimentació del PC.

## Descripció i funcionament
Les memòries USB s'alimenten pel port USB al qual són connectades. Són indemnes a la pols i a les ratllades (a diferència dels disquets, els CD o els DVD), cosa que els dona avantatge comparatiu pel que fa a fiabilitat.
L'any 2008 les memòries que hom trobava normalment al mercat són del format USB 2.0. Les memòries USB són relativament estandarditzades, tanmateix algunes no són compatibles amb certs sistemes operatius i requereixen instal·lació.
Les memòries USB ofereixen capacitats de 128 Mbytes a (almenys) 256 Gbytes.
L'any 2010, algunes memòries USB de 32 Gbytes són de la mida d'una moneda d'un euro.
Les memòries USB basades en minidiscs durs (vegeu Microdrive) tenen una taxa de bits generalment millor que les memòries USB de memòria flaix, però requereixen més temps d'accés. Són també una mica més fràgils i es poden sobre-escalfar si se'n fa un ús intensiu. Són lleugerament més grosses de mida, però caben sempre fàcilment a la butxaca.

### Característiques
La memòria USB té diverses característiques, que detallem a continuació.

#### Durada
Els fabricants no garanteixen una durada de vida (MTBF) concreta de la mateixa memòria i una avaria al cap d'uns quants mesos o uns quants anys pot comportar la pèrdua parcial o total de les dades desades.
Els fabricants anuncien que les dades desades s'hi conservaran durant almenys deu anys, fins i tot molt més.
Computerworld es mostra més reservat pel que fa a aquesta qüestió i centra l'atenció en les diferències importants que hi ha entre diferents models al seu article Not all USB drives are created equal.
La durada de vida d'una memòria USB és limitada pel fet que la càrrega elèctrica que té desada i que representa la informació no està perfectament aïllada i pot, per tant, desaparèixer al cap d'un cert temps. Per això, abans no hagi passat aquest temps cal fer una reescriptura si hom vol assegurar-se de conservar les dades; la qualitat de l'aïllament en definirà, doncs, la durada de retenció.
No s'ha de confondre la durada de retenció amb la durada de vida de la memòria, que pot tenir una avaria o perdre dades abans.
La pèrdua de dades pot llavors ser causada per:
- la retenció de les dades limitada, deguda a la memòria flaix;
- una avaria de la memòria, com qualsevol altre material;
- un problema de programari a nivell del sistema operatiu;
- un error de manipulació lògica per part de l'usuari;
- un error de manipulació material; no és indestructible, per bé que més resistent que d'altres suports d'emmagatzematge.

#### Rendiment

Icona d'una memòria USB

Les prestacions depenen molt de la concepció del model, incloent la tria dels components, de l'arquitectura i del controlador de memòria. Tècniques com l'amplificació d'escriptura influeixen en les prestacions. També poden variar en funció del sistema operatiu o del material sobre el qual es fa servir.
La taxa de bits de les dades varia doncs en lectura, en escriptura i depèn igualment del nombre de fitxers copiats i de l'organització del contingut de la memòria. Es poden doncs tenir taxa de bits d'alguns Mps a diverses desenes de Mps, que poden caure en el cas de transferència d'un gran nombre de petits fitxers.

#### Ergonomia
Diferents criteris milloren l'ergonomia de la memòria: presència i posicionament del testimoni lluminós d'activitat, sistema de protecció del connector (caputxa rotativa o retractable, connector retractable), accessoris amb què se subministra (corretja, cordó-collaret o cadena porta-memòria, allargador USB), programaris portàtils (funció d'encriptatge, sincronització de dades, importació de correus), disseny de la carcassa, etc.

#### ReadyBoost
Amb Windows Vista va aparèixer ReadyBoost, una tecnologia que permet utilitzar una memòria USB com a memòria virtual. La memòria USB 2.0 té una taxa de bits més lenta que un disc dur 2009, però el seu temps de latència d'accés a cada fitxer d'alguns ms és millor que les poques desenes de ms del disc dur. El balanç de la memòria pot doncs ser positiu.

### Variants
Algunes memòries tenen una funció diferent, o una funció suplementària de la funció de memòria massiva:
- un lector integrat d'empremtes digitals permeten l'autentificació per biometria del portador de la memòria USB;
- un lector capaç de restituir els fitxers musicals que contenen, sobretot en format MP3, convertint-se així en walkmans digitals en miniatura (la memòria amb una pila AAA i uns auriculars pesa aproximadament 60 grams);
- un sintonitzador de ràdio FM, amb eventualment la possibilitat de gravar-ne el flux a la memòria integrada, o de televisió digital terrestre. En aquest últim cas, és necessari posar una antena amb la memòria;
- un micro, els sons que capta són gravats en la memòria integrada. La memòria fa llavors ofici de dictàfon;
- un lector de targeta SIM;
- un mòdem per a l'accés de dades a una xarxa de telefonia mòbil («memòria 3G»). En aquest cas la memòria abasta un terminal de telefonia mòbil i una targeta SIM;
- una interfície IrDA per a la comunicació amb aparells mòbils.

Es troben també memòries USB a alguns ganivets suïssos.
Una memòria pot tenir una partició de disc dur, i una l'accés de la qual és sotmès a una contrasenya. Les dades confidencials són assegurades (paràmetres de connexió, cartera de contrasenyes, correu electrònic, etc.).

## Sistemes Operatius compatibles
- Windows a partir de la seva versió ME o 2000 nadiu (la utilització d'una memòria USB requereix la instal·lació d'un controlador amb Windows 98 SE).
- Mac OS 9.1 o superior.
- Linux amb un nucli ulterior a 2.4.

Si el firmware ho permet, certs ordinadors tenen la possibilitat d'arrencar una Distribució live, és a dir un sistema operatiu executable des d'un suport amovible, a partir d'una memòria USB. Microsoft no ho proposa sobre els seus sistemes operatius.
Quan el firmware no ho permet, s'esquiva el problema arrencant des d'un CD-ROM contenint dels controladors USB que permeten al seu torn una emulació l'arrencada sobre la memòria. Aquesta manipulació només és possible amb BIOS o EFI, i no amb un Open Firmware.

## A l'interior (64 Mbytes)
| Memòria USB sense la seva closca protectora                                       | 1. Un connector USB mascle (tipus A). 2. Un controlador Ours Technology Inc. Oti-2168 USB 2.0. Aquest circuit implementa el controlador per a l'USB 2.0 i assegura una interfície entre dades transmeses linealment i l'estructura en blocs de la memòria flaix. Permet evitar la gestió de baix nivell de la memòria i conté un petit microcontrolador RISC així com unes petites RAM i ROM. Les dades són transmeses al Hynix via un bus de dades/adreces de 8 línies. 3. JP1 i JP2 : dos connectors amb 10 pins, principalment per als tests i el error de programari. 4. Hynix Semiconductor HY27USxx121M, memòria flaix que conté 4096 blocs blocs independents (cadascun amb 16 quilooctets), o sigui 64 megaoctets en total. 5. Un oscil·lador a quars SKC Shin Chang Electronics cadenciat a 12 MHz. 6. Un LED per indicar l'activitat de la memòria. 7. Un interruptor de dues posicions per protegir la memòria en escriptura. 8. Una zona verge preparada per una altra memòria flaix per oferir un model de 128 megaoctets sense haver de crear un altre esquema. |
| Al voltant d'aquests components, hom es pot fixar en condensadors i resistències. | |

## Comparació amb les altres memòries massives
Els disquets ja no són utilitzats des de 2006, a causa de la seva poca capacitat (1,44 Mbytes), de la seva lentitud i sobretot de la seva inconstància. Els disquets van ser molt de temps el mitjà més popular d'emmagatzematge extern dels fitxers, però els seus lectors ja no equipen en els ordinadors des de 2005.
Els PC posseeixen per contra una interfície USB, definits com a tals per les especificacions anuals elaborades en comú per Microsoft i Intel. Les memòries USB són més ràpides que els disquets, contenen més dades i no requereixen lector específic. Els disquets subsisteixen de manera opcional per al seu facilitat d'utilització amb antics sistemes operatius (com Windows 98 SE, que necessita la instal·lació d'un controlador per a la utilització d'una memòria USB) i la seva facilitat d'arrencada. La gestió de l'USB és en efecte extremadament complexa i, per tant, relativament voluminosa en línies de codi. En conseqüència, no és encara present en totes les BIOS.

## Memòria USB i programaris integrats

### Sistema U3
Algunes memòries USB són equipades amb el programari U3 creat per iniciativa d'una agrupació de fabricants de memòries, entre les quals les societats SanDisk i M-Systems: la connexió de la memòria presenta, amb Windows, un perifèric d'emmagatzematge de lectura-escriptura, que apareix com un disc dur, i un perifèric de només lectura, que apareix com un perifèric òptic. Les memòries U3 contenen un processador criptogràfic integrat. Aquesta solució implica en contrapartida l'acceptació d'un risc de seguretat, en funció del grau de confiança que es concedeix al constructor.

### Memòries estàndard
L'augment de capacitat de les memòries USB permet d'instal·lar-hi programaris i de desplaçar-se arreu amb les seves dades i els seus programaris preferits. Amb les BIOS actuals (2008), es pot fins i tot arrencar un sistema complet des d'una memòria.
Hi ha llocs web que comencen a proposar «paquets preconstruïts» de programaris de pagament o lliures, instal·lables en una memòria USB.
És normal instal·lar una Distribució linux en memòria USB. N'hi ha prou amb extreure l'ISO d'un Live CD sobre aquesta memòria. Per contra, el nombre d'escriptures en una memòria USB és tècnicament limitat (10.000 a 100.000 segons la tecnologia de fabricació de les cel·les), i cal prendre diverses precaucions si es vol utilitzar-lo en lectura-escriptura (no col·locar-hi fitxer d'intercanvi. «swap »)

### Virus i memòria USB
Un nou tipus d'amenaça de seguretat ha fet la seva aparició el 2007 a Londres, on persones malintencionades han deixat deliberadament memòries USB contenint troians, amb l'objectiu d'infectar els ordinadors dels que els recollien.
...
@elies.ouchikh has not been here

## Nou suport
- Des de fa poc, alguns artistes utilitzen la memòria USB com a suport per als seus àlbums: així, Brett Anderson, el cantant de Suècia, ha ofert el seu nou àlbum Wilderness en forma d'una memòria USB a tots els espectadors del seu concert al Mermaid Theatre el juliol de 2008.
- El 27 de setembre de 2007, en el Grenelle Environement, les memòries USB han estat escollides com a suport per a l'informe 1.000 pàgines que ha estat lliurat pels sis grups de treball al ministre d'ecologia francès Jean-Louis Borloo, de manera simbòlica, per tal de mostrar que, per respecte per al medi ambient, és necessari estalviar paper.[9]

## Històric de les capacitats
|            | Data                        | Fabricant        | Model            |
| ---------- | --------------------------- | ---------------- | ---------------- |
| 256 Gbytes | juliol 2009                 | Kingston         | DataTraveler 300 |
| 128 Gbytes | Juny 2009                   | Kingston         | DataTraveler 200 |
| 64 Gbytes  |                             | BUSlink          |                  |
| 32 Gbytes  | 2008                        | Netac Technology | OnlyDisk™        |
| 16 Gbytes  | 2007 (« first Ultra-high ») | Netac Technology | OnlyDisk™        |
| 8 Gbytes   |                             | BUSlink          | Transcend        |
| 4 Gbytes   |                             |                  |                  |
| 2 Gbytes   |                             |                  |                  |
| 1 Gbytes   | 2001                        | Netac Technology | OnlyDisk™        |